# Фудбалски савез Кариба
Фудбалски савез Кариба (шп. Unión Caribeña de Fútbol, енгл. Caribbean Football Union (CFU)) је репрезентативна организација за фудбалске савезе на Карибима. Савез представља 25 држава чланица ФИФАе, као и 6 територија које нису повезане са ФИФАом. Унија је основана у јануару 1978. године и њене чланице се такмиче у региону КОНКАКАФа.
КФУ такође води развојна такмичења, укључујући мушку и женску челенџ серију.

## Историја савеза
За формирање Карипске фудбалске уније заслужан је бивши фудбалер Тринидада и Тобага Патрик Рејмонд. Он се 1976. године обратио Филу Вуснаму, комесару Северноамеричке фудбалске лиге (НАСЛ), у вези са власништвом над карипском франшизом у оквиру НАСЛа, а уместо тога, Вуснам је предложио формирање Карипске професионалне лиге. Поступајући по Вооснаму, саветовано је, а уз помоћ бившег енглеског бизнисмена који је постао играч Џими Хил и његове компаније Ворлд Спортс Академи, плус на препоруку бившег председника ФИФАе сер Станлија Роуза да карипско регионално управно тело као подгрупа у оквиру КОНКАКАФа буде први начин пословања, Рејмонд је представио иницијативу у августу 1977. године у Порт ов Спејн, Тринидад, што је на крају довело до формирања Карипске фудбалске уније (КФУ). КФУ је званично почела да фунционише 28. јануара 1978. године у Порт о Пренс на Хаитију као водеће фудбалско тело карипске регије и подгрупа у оквиру КОНКАКАФа.
Претходни напори да се оснује регионално управно тело Кариба била је Британска карипска фудбалска асоцијација (БКФА) у јануару 1957. године, са председником ФА Тринидада и Тобага, Кен Галтом као председником БКФАе, а секретаром ТТФАа Ериком Џејмсом као генералним секретаром, а 1959. године , репрезентативни БКФА тим обишао је Велику Британију.
У мају 2013. године, под управом Демијена Е. Хјуа, КФУ је преселила своје канцеларије из Порт-ов-Спејн, Тринидад у Кингстон, Јамајка.  У августу 2015. године, Хјуа је заменио Антигванац Нил Кокрејн. Кокрејн је најавио да ће се неколико послова преселити са Јамајке у Антигву, а мање седиште ће бити изнајмљено.

## Чланице савеза

### Удружење чланица
| Држава                      | Фудбалски савез          | Репрезентација                                | Година продружења савезу КФУ | ФИФА статус  | Острвска група    | Географски регион |
| --------------------------- | ------------------------ | --------------------------------------------- | ---------------------------- | ------------ | ----------------- | ----------------- |
| Ангвила                     | Ангвила                  | Ангвила                                       | 1996                         | Чланица      | Острва заветрине  |                   |
| Антигва и Барбуда           | Антигва и Барбуда        | Антигва и Барбуда                             | 1978                         | Чланица      | Острва заветрине  |                   |
| Аруба                       | Аруба                    | Аруба                                         | 1988                         | Чланица      | Острва заветрине  |                   |
| Бахаме                      | Бахама                   | Бахами                                        | 1978                         | Чланица      | Архипелаг Лусајан |                   |
| Барбадос                    | Барбадос                 | Барбадос                                      | 1978                         | Чланица      | Острва приветрине |                   |
| Бермуда                     | Бермуда                  | Бермуди                                       | 1978                         | Чланица      |                   | Северна Америка   |
| Бонер                       | Бонер                    | Бонер                                         | 2013                         | Није чланица | Острва заветрине  |                   |
| Британска Девичанска Острва | Брит. Девичанска Острва  | Британска Девичанска Острва                   | 1996                         | Чланица      | Острва заветрине  |                   |
| Кајманска Острва            | Кајманска Острва         | Кајманска Острва                              | 1992                         | Чланица      | Велики Антили     |                   |
| Куба                        | Куба                     | Куба                                          | 1978                         | Чланица      | Велики Антили     |                   |
| Курасао                     | Курасао                  | Курасао                                       | 1978                         | Чланица      | Подветрена острва |                   |
| Доминика                    | Доминика                 | Доминика                                      | 1994                         | Чланица      | Острва приветрине |                   |
| Доминиканска Република      | Доминиканска Република   | Доминиканска Република                        | 1978                         | Чланица      | Велики Антили     |                   |
| Француска Гвајана           | Гвајана                  | Француска Гвајана                             | 1978                         | Није чланица |                   | Јужна Америка     |
| Гренада                     | Гренада                  | Гренада                                       | 1978                         | Чланица      | Острва приветрине |                   |
| Гваделуп                    | Гваделуп                 | Гваделуп                                      | 1978                         | Није чланица | Острва заветрине  |                   |
| Гвајана                     | Гвајана                  | Гвајана                                       | 1978                         | чланица      |                   | Јужна Америка     |
| Хаити                       | Хаити                    | Хаити (м) · Хаити (ж)                         | 1978                         | Чланица      | Велики Антили     |                   |
| Јамајка                     | Јамајка                  | Јамајка (м) · Јамајка (ж)                     | 1978                         | Чланица      | Велики Антили     |                   |
| Мартиник                    | Мартиник                 | Мартиник(м) · Мартиник (ж)                    | 1978                         | Није чланица | Острва приветрине |                   |
| Монтсерат                   | Монтсерат                | Монтсерат                                     | 1996                         | Чланица      | Острва заветрине  |                   |
| Порторико                   | Порторико                | Порторико (м) · Порторико (ж)                 | 1978                         | Чланица      | Велики Антили     |                   |
| Сент Китс и Невис           | Сент Китс и Невис        | Сент Китс и Невис                             | 1992                         | Чланица      | Острва заветрине  |                   |
| Света Луција                | Света Луција             | Света Луција                                  | 1988                         | Чланица      | Острва приветрине |                   |
| Свети Мартин (Француска)    | Свети Мартин Фр.         | Свети Мартин Фр.                              |                              | Није чланица | Острва заветрине  |                   |
| Сент Винсент и Гренадини    | Сент Винсент и Гренадини | Сент Винсент и Гренадини                      | 1988                         | Чланица      | Острва приветрине |                   |
| Свети Мартин (Холандија)    | Свети Мартин Хол.        | Свети Мартин Хол.                             |                              | Није чланица | Острва заветрине  |                   |
| Суринам                     | Суринам                  | Суринам                                       | 1978                         | Чланица      |                   | Јужна Америка     |
| Тринидад и Тобаго           | Тринидад и Тобаго        | Тринидад и Тобаго (м) · Тринидад и Тобаго (ж) | 1978                         | Чланица      | Острва приветрине |                   |
| Туркс и Кајкос              | Туркс и Кајкос           | Туркс и Кајкос                                | 1998                         | Чланица      | Архипелаг Лусајан |                   |
| Америчка Девичанска Острва  | Ам. Девичанска Острва    | Америчка Девичанска Острва                    | 1998                         | Чланица      | Острва заветрине  |                   |